# Licininae
Licininae este o subfamilie în familia Carabidae. Mai jos este o listă de genuri:
| - Acanthoodes Basilewsky, 1953 - Actodus Alluaud, 1915 - Acutosternus Lecordier & Girard, 1988 - Adelopomorpha Heller, 1916 - Anatrichis LeConte, 1853 - Atrotus Peringuey, 1896 - Badister Clairville, 1806 - Brachyodes Jeannel, 1949 - Callistomimus Chaudoir, 1872 - Callistus Bonelli, 1810 - Camptotoma Reiche, 1843 - Chaetocrepis Chaudoir, 1856 - Chaetogenys Emden, 1958 - Chlaenius Bonelli, 1810 - Colpostoma Semenov, 1889 - Coptocarpus Chaudoir, 1857 - Cuneipectus Sloane, 1907 - Dercylinus Chaudoir, 1883 - Dercylus Castelnau de Laporte, 1832 - Derostichus Motschulsky, 1859 - Dicaelindus W.S. MacLeay, 1825 - Dicaelus Bonelli, 1813 - Dicrochile Guerin-Meneville, 1846 - Dilonchus Andrewes, 1936 - Diplocheila Brulle, 1834 - Eccoptomenus Chaudoir, 1850 - Ectenognathus Murray, 1958 - Epomis Bonelli, 1810 | - Eurygnathus Wollaston, 1854 - Eutogeneius Solier, 1849 - Evolenes LeConte, 1853 - Geobaenus Dejean, 1829 - Harpaglossus Motschulsky, 1858 - Holcocoleus Chaudoir, 1883 - Hololeius LaFerte-Senectere, 1851 - Holosoma Semenov, 1889 - Hoplolenus La Ferte-Senectere, 1851 - Hormacrus Sloane, 1898 - Lachnocrepis LeConte, 1853 - Lacordairia Castelnau, 1867 - Lestignathus Erichson, 1842 - Licinus Latreille, 1802 - Lobatodes Basilewsky, 1956 - Lonchosternus LaFerte-Senectere, 1851 - Macroprotus Chaudoir, 1878 - Martyr Semenov & Znojko, 1929 - Megaloodes Lesne, 1896 - Melanchiton Andrewes, 1940 - Melanchrous Andrewes, 1940 - Microferonia Blackburn, 1890 - Microodes Jeannel, 1949 - Microzargus Sciaky & Facchini, 1997 - Miltodes Andrewes, 1922 - Nanodiodes Bousquet, 1996 - Neoodes Basilewsky, 1953 - Omestes Andrewes, 1933 | - Oodes Bonelli, 1810 - Oodinus Motschulsky, 1864 - Orthocerodus Basilewsky, 1946 - Parachlaenius Kolbe, 1894 - Perissostomus Alluaud, 1930 - Physolaesthus Chaudoir, 1850 - Physomerus Chaudoir in Oberthur, 1883 - Platylytron MacLeay, 1873 - Polychaetus Chaudoir, 1882 - Prionognathus LaFerte-Senectere, 1851 - Procletodema Peringuey, 1899 - Procletus Peringuey, 1896 - Protopidius Basilewsky, 1949 - Pseudosphaerodes Jeannel, 1949 - Rhopalomelus Boheman, 1848 - Siagonyx MacLeay, 1873 - Simous Chaudoir, 1882 - Sphaerodes Bates, 1886 - Sphaerodinus Jeannel, 1949 - Sphodroschema Alluaud, 1930 - Stenocrepis Chaudoir, 1857 - Stenoodes Basilewsky, 1953 - Stuhlmannium Kolbe, 1894 - Systolocranius Chaudoir, 1857 - Thryptocerus Chaudoir, 1878 - Vachinius Casale, 1984 |